# Диас Кампос, Антонио
Анто́нио Алеха́ндро Ди́ас Ка́мпос (исп. Antonio Alejandro Díaz Campos; род. 26 апреля 2000, Ранкагуа) — чилийский футболист, защитник клуба «О’Хиггинс».

## Клубная карьера
Диас — воспитанник клуба «О’Хиггинс». 6 марта 2018 года в матче против «Депортес Темуко» он дебютировал в чилийской Примере. 8 августа 2023 года в поединке против «Универсидад де Чили» Антонио забил свой первый гол за «О’Хиггинс». 

## Международная карьера
В 2017 году в составе юношеской сборной Чили Диас принял участие в домашнем юношеском чемпионате Южной Америки. На турнире сыграл в матчах против команд Боливии, Уругвая, Венесуэлы, Парагвая, Бразилии, Эквадора и дважды Колумбии. В поединке против венесуэльцев Антонио забил гол.
В том же году Диас принял участие в юношеском чемпионате мира в Индии. На турнире он сыграл в матчах против команд Англии, Ирака и Мексики.
В 2019 году Диас в составе молодёжной сборной Чили принял участие в домашнем молодёжном чемпионате Южной Америки. На турнире он сыграл в матче против команды Бразилии. 
В 2023 году в составе олимпийской сборной Чили Герреро принял участие в домашних Панамериканских играх. На турнире он сыграл в матче против команды Доминиканской Республики.